# Poecilimon oligacanthus
Poecilimon oligacanthus är en insektsart som beskrevs av Miram 1938. Poecilimon oligacanthus ingår i släktet Poecilimon och familjen vårtbitare. Inga underarter finns listade i Catalogue of Life.